# Simpsons ledmotiv
Simpsons ledmotiv är signaturmelodin för den animerade TV-serien Simpsons, den spelas upp under öppningssekvensen och är komponerad av Danny Elfman under 1989, då skaparen Matt Groening bad honom att skapa signaturen. Det tog Danny Elfman två dagar att komponera den. Danny Elfman förändrade signaturen lite inför säsong två. Inför säsong tre inspelades en ny version av signaturen under ledning av Alf Clausen. Låten finns i flera olika längder, beroende på hur lång öppningssekvensen är. I ett fåtal avsnitt har signaturmelodin utgått helt. Signaturmelodin har även förekommit i andra produktioner utanför TV-serien. De flesta öppningssekvenser innehåller också ett saxofonsolo av Lisa Simpson som varierar för varje avsnitt.
Ursprungligen fanns det två versioner av avslutningsmelodin, en kortare och en längre och en ny version av den spelades in för tredje säsongen, men bara den korta versionen användes bara under en period i säsong fyra, och redigerades om inför säsong sex. I flera avsnitt har avslutningsmelodin under sluttexten ersatts med cover av andra musikband eller Alf Clausen och ibland ersatts med andra låtar eller dialoger av röstskådespelarna.
Flera avsnitt av Treehouse of Horror har inletts och avslutas med ett arrangemang av skräck. Coverversionen av Sonic Youth i avsnittet Homerpalooza, är enligt Matt Groening hans favorit, även Chris Turner skrev i hans bok Planet Simpson att den är hans favorit.
Under 2007 spelade Green Day in en coverversion av signaturen för The Simpsons: Filmen som även släpptes som singel. Låten medverkade däremot inte på soundtrackalbumet The Simpsons Movie: The Music. Coverversionen placerades på plats 106 Billboard Hot 100, plats 19 på UK Singles Chart, och plats 16 på UK Download Chart. I filmen ingår även en coverversion av Hans Zimmer som medföljer soundtrackalbumet The Simpsons Movie: The Music. I dokumentären 20th Anniversary Special framförs signaturen av Andrew Wk, Bellowhead, Adam Lintz, Michael Sherman, Jonathan Stein, Chicha Libre, People under the stairs, The Bill Murray experience, ZZ Top, O.A.R, The roots with Jimmy Fallon, Eric Fraser, Neel Murgai, Sameer Gupta och Flea. I avsnittet Father Knows Worst framförs låten i en filmsekvens under sluttexten där Canvas framför låten a cappella.

## Utmärkelser
Signaturmelodin har vunnit National Music Award för "Favorite TV Theme" under 2002, samt BMI TV Music Award under 1996, 1998 och 2003. Under 1990, var signaturen även nominerad till Primetime Emmy Award för "Outstanding Achievement in Main Title Theme Music".

## Utgåvor
Arton utgåvor av signaturmelodin har utgivits på fem cd-skivor.
Songs in the Key of Springfield (1997)
| Nr | Låttitel | Artist                                                                  | Längd | Avsnitt                        |
| -- | --- | ----------------------------------------------------------------------- | ----- | ------------------------------ |
| 1  | "The Simpsons Main Title Theme"                                                                                         | Danny Elfman                                                            | 00:49 | -                              |
| 8  | Springfield (Medley): The Simpson End Credits Theme ("Big Band Vegas" Version)/Gracie Films Logo                        | Danny Elfman och Jeffrey Townsend                                       | 00:54 | Homerpalooza                   |
| 13 | The Simpson End Credits Theme ("Afro-Cuban" Version)                                                                    | Tito Puente and His Latin Jazz Ensemble                                 | 00:49 | Who Shot Mr. Burns? (Part Two) |
| 16 | The Simpsons End Credits Theme ("Australian" Version)                                                                   | Danny Elfman                                                            | 00:53 | Bart vs. Australia             |
| 17 | The Simpsons End Credits Theme ("Hill Street Blues" Homage)                                                             | Danny Elfman                                                            | 00:47 | The Springfield Connection     |
| 18 | The Simpsons End Credits Theme ("It's a Mad, Mad, Mad, Mad World" Homage)                                               | Danny Elfman                                                            | 00:49 | Homer the Vigilante            |
| 19 | Treehouse of Horror V (Medley): Controlling the Transmission (Prologue)/The Simpsons Halloween Special Main Title Theme | Bart Simpson, Danny Elfman, Homer Simpson och The Alf Clausen Orchestra | 01:22 | Treehouse of Horror V          |
| 36 | The Simpsons Halloween Special End Credits Theme ("The Adams Family" Homage)                                            | Danny Elfman                                                            | 00:55 | Treehouse of Horror IV         |
| 37 | Who Shot Mr. Burns? Part One (Medley): Who Dunnit?/The Simpsons End Credits Theme ("JFK" Homage)                        | Danny Elfman                                                            | 00:55 | Who Shot Mr. Burns? (Part One) |
| 38 | Lisa's Wedding (Medley): The Simpsons End Credits Theme ("Ranaissance" Version), Gracie Films Logo                      | Danny Elfman och Jeffrey Townsend                                       | 00:53 | Lisa's Wedding"                |
| 39 | The Simpsons End Credits Theme ("Dragnet" Homage)                                                                       | Danny Elfman                                                            | 01:05 | Who Shot Mr. Burns? (Part One) |

Go Simpsonic with The Simpsons (1999)
| Nr | Låttitel                                                | Artist                    | Längd | Avsnitt                |
| -- | ------------------------------------------------------- | ------------------------- | ----- | ---------------------- |
| 1  | "The Simpsons" Main Title                               | The Alf Clausen Orchestra | 00:49 | Cape Feare             |
| 19 | "The Simpsons" End Credits Theme                        | Sonic Youth               | 00:45 | Homerpalooza           |
| 34 | "The Simpsons" End Credits Theme (Jazz Quartet Version) | Homer Simpson             | 00:40 | Lisa's sax             |
| 48 | "The Simpsons" End Credits Theme (Philip Glass Homage)  | The Alf Clausen Orchestra | 00:55 | Treehouse of Horror VI |

The Simpsons Movie: The Music (2007)
| Nr | Låttitel                                           | Artist                       | Längd | Avsnitt              |
| -- | -------------------------------------------------- | ---------------------------- | ----- | -------------------- |
| 1  | The Simpsons Main Title Theme (Orchestral Version) | Danny Elfman och Hans Zimmer | 01:27 | The Simpsons: Filmen |

The Simpsons Movie Theme (2007)
| Nr | Låttitel                 | Artist   | Längd | Avsnitt              |
| -- | ------------------------ | -------- | ----- | -------------------- |
| 1  | The Simpsons Movie Theme | Greenday | 01:23 | The Simpsons: Filmen |

The Simpsons: Testify (1997)
| Nr | Låttitel                         | Artist                    | Längd | Avsnitt                 |
| -- | -------------------------------- | ------------------------- | ----- | ----------------------- |
| 1  | "The Simpsons" Main Title Theme  | The Alf Clausen Orchestra | 00:49 | -                       |
| 6  | The Simpsons (End Credits Theme) | Los Lobos                 | 00:42 | Thank God It's Doomsday |

## Varianter
Under sluttexten har andra arrangemang av ledmotivet förekommit i dessa avsnitt under säsong 1-10.
| Nr   | Avsnitt                                                                             |
| ---- | ----------------------------------------------------------------------------------- |
| 0203 | Treehouse of Horror                                                                 |
| 0307 | Treehouse of Horror II                                                              |
| 0314 | Lisa the Greek                                                                      |
| 0405 | Treehouse of Horror III                                                             |
| 0505 | Treehouse of Horror IV                                                              |
| 0506 | Marge on the Lam                                                                    |
| 0510 | $pringfield (Or, How I Learned to Stop Worrying and Love Legalized Gambling)        |
| 0511 | Homer the Vigilante                                                                 |
| 0608 | Lisa on Ice                                                                         |
| 0616 | Bart vs. Australia                                                                  |
| 0619 | Lisa's Wedding                                                                      |
| 0623 | The Springfield Connection                                                          |
| 0625 | Who Shot Mr. Burns? Part 1                                                          |
| 0701 | Who Shot Mr. Burns? Part 2                                                          |
| 0706 | Treehouse of Horror VI                                                              |
| 0708 | Mother Simpson                                                                      |
| 0722 | Raging Abe Simpson and His Grumbling Grandson in "The Curse of the Flying Hellfish" |
| 0724 | Homerpalooza                                                                        |
| 0801 | Treehouse of Horror VII                                                             |
| 0806 | A Milhouse Divided                                                                  |
| 0903 | Lisa's Sax                                                                          |
| 0904 | Treehouse of Horror VIII                                                            |
| 0919 | Simpson Tide                                                                        |
| 1004 | Treehouse of Horror IX                                                              |
| 1006 | D'oh-in in the Wind                                                                 |